# Mistrzostwa Świata w Szermierce 1956
Mistrzostwa Świata w Szermierce 1956 – 26. edycja mistrzostw odbyła się w Londynie. Zawody były rozgrywane tylko w konkurencji floret kobiet drużynowo, której nie było na igrzyskach olimpijskich w Melbourne.

## Klasyfikacja medalowa
| Lp. | Państwo | złoto | srebro | brąz | Razem |
| --- | ------- | ----- | ------ | ---- | ----- |
| 1   | ZSRR    | 1     | –      | –    | 1     |
| 2   | Francja | –     | 1      | –    | 1     |
| 3   | Węgry   | –     | –      | 1    | 1     |

## Medaliści

### Kobiety
| Złoto | Srebro                                                                                             | Brąz |
| Floret | | |
| ZSRR · Wiwietta Jagodina · Emma Jefimowa · Tamara Jewpłowa · Walentina Rastworowa · Nadieżda Szytikowa · Aleksandra Zabielina | Francja · Kate Delbarre · Renée Garilhe · Lylian Guyonneau · Françoise Mailliard · Régine Veronnet | Węgry · Lídia Dömölky-Sákovics · Ilona Elek · Margit Elek · Katalin Kiss · Györgyi Marvalics-Székely · Magdolna Nyári-Kovács |